# Jislum
Jislum (Friese uitspraak: [’jɪsləm]) is een dorp in de gemeente Noardeast-Fryslân, in de Nederlandse provincie Friesland. Jislum ligt ten noordoosten van Leeuwarden, tussen Ferwerd en Birdaard. Het dorp ligt aan de Hikkaarderdyk als een lintdorp, met de meeste bewoning aan de oostkant. Ten zuiden van het dorp stroomt de Jislumer Feart. 
In 2023 telde het dorp 70 inwoners. Jislum werd voorheen tot de Vlieterpen gerekend.

## Geschiedenis
De plaats is ontstaan op een terp die enkele eeuwen voor de christelijke jaartelling al bewoond werd. De terp, die radiaal was, is rond 1912 voor het grootste deel werd afgegraven. De terp werd vrij spaarzaam bewoond. Het dorp ontwikkelde zich even na halverwege de 19e eeuw als lintdorp door de komst van een verharde weg tussen Ferwerd en Birdaard, die deels over de vergraven terp loopt.
De plaats werd in de 9e eeuw vermeld als Gisleheim. De plaatsnaam is door een monnik van het klooster Fulda in het Hoogduits opgeschreven. De plaatsnaam verwijst waarschijnlijk naar de woonplaats (Heim->heem/um) van ene Gisilo. In 1481 werd de plaats vermeld als Jeslem en in 1505 als Hyeslum.
Tot 2019 viel Jislum onder de gemeente Ferwerderadeel.

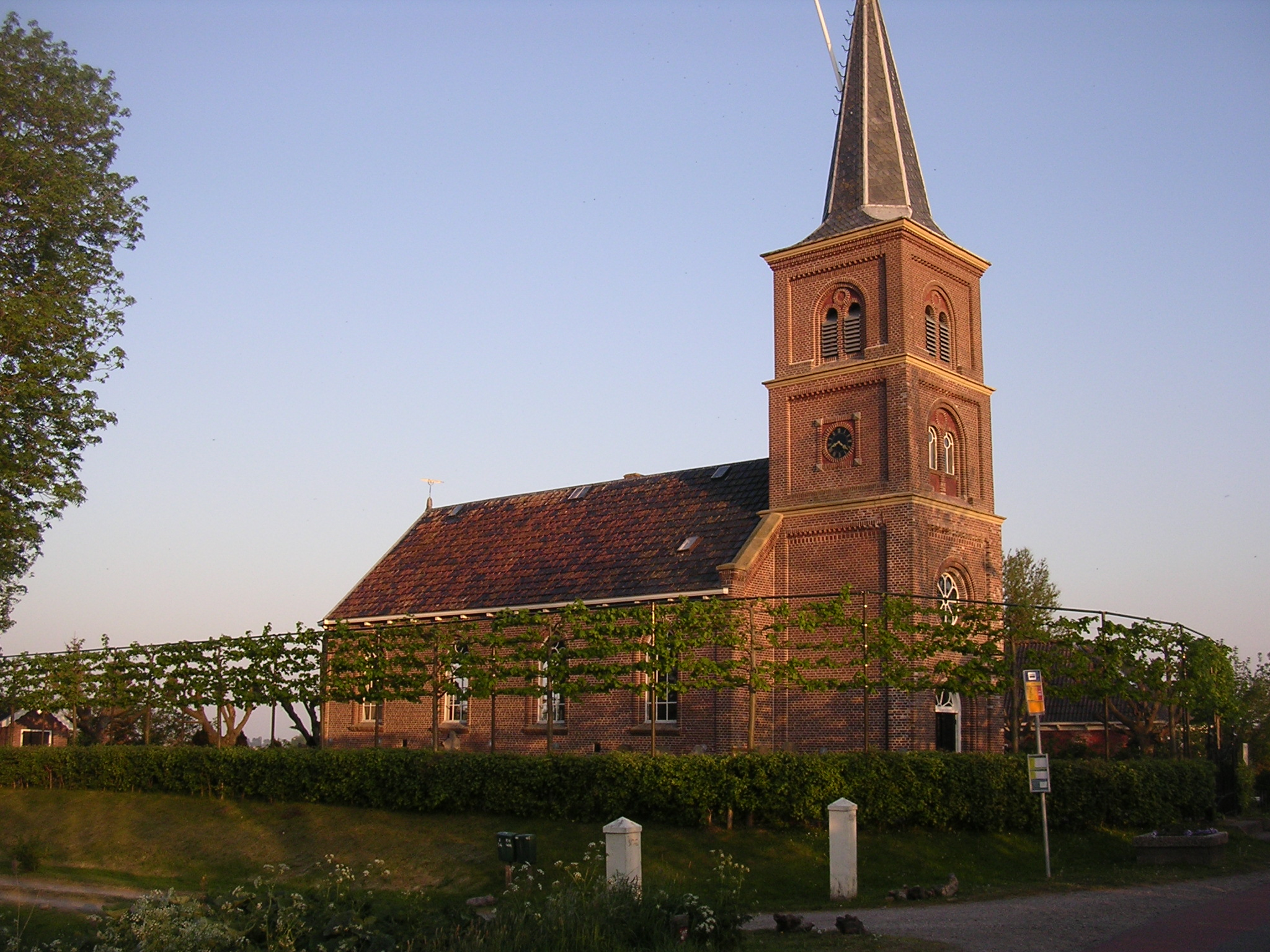
Catharinakerk

## Kerk
Op de terp stond tot in de 19e eeuw een van oorsprong romaanse kerk. Deze kerk was aan Sint Catharina gewijd en werd tot de Reformatie bediend door het klooster Mariëngaarde bij Hallum. Na de Reformatie vormde Jislum samen met Wanswerd een kerkelijke gemeente. De kerk is in 1886 door een nieuw kerkgebouw vervangen.

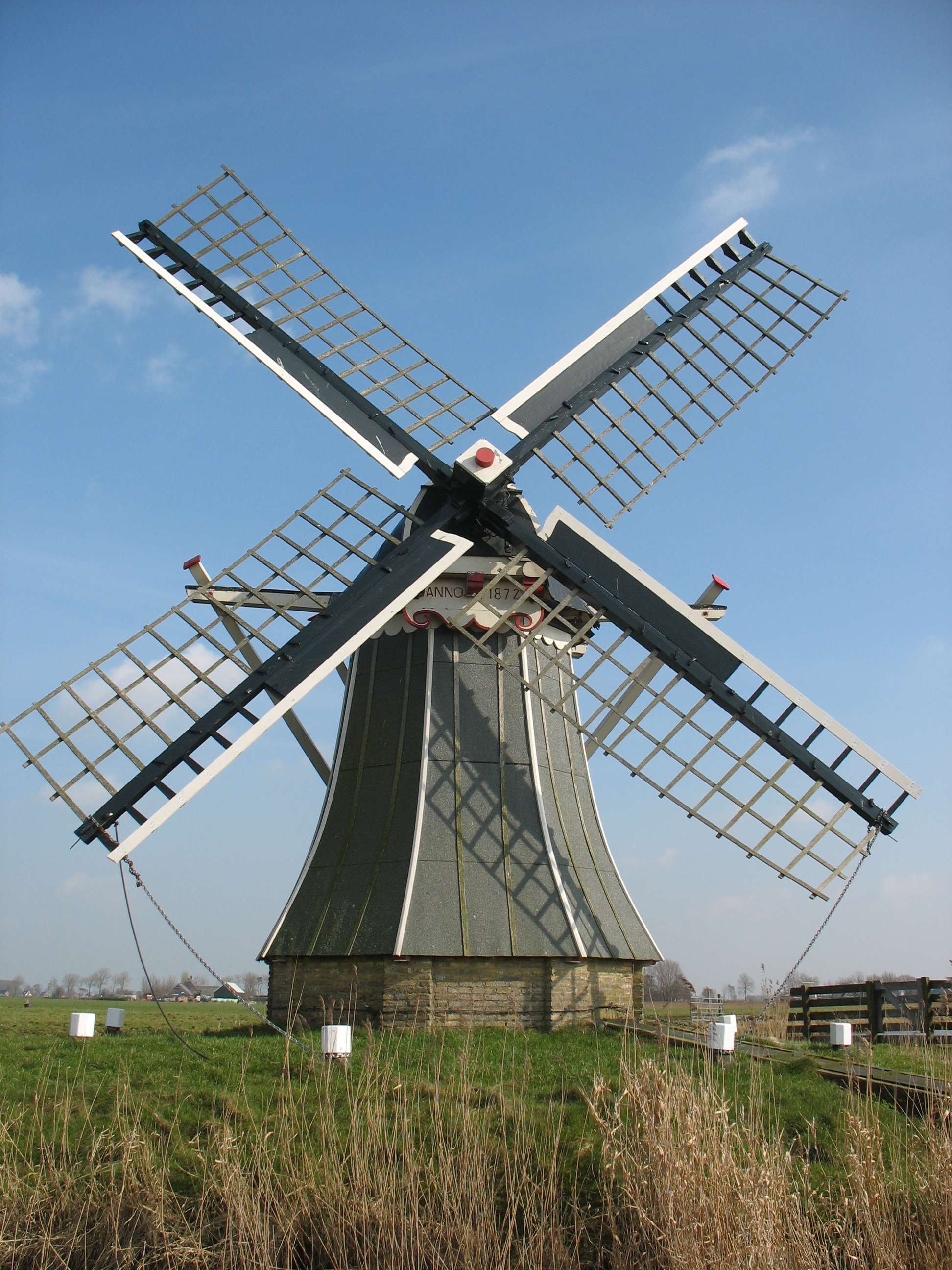
De Volharding

De kerk is een monument en is eigendom van de Stichting Harsta State die er echter geen bestemming voor wist te vinden. Toen in 2000 het gerucht ging dat de kerk zou worden gesloopt, hebben de dorpsbewoners de Stifting Behâld Jislumer Tsjerke (Stichting tot Behoud van de Jislumer Kerk) opgericht die in 2004 voldoende geld had ingezameld voor een gedeeltelijke restauratie.

## Molen
Bij Grut Hikkaard staat de poldermolen De Volharding. Deze grondzeiler uit 1872 is een rijksmonument en is eigendom van Stichting De Fryske Mole.

## Ontwikkeling inwonertal
| 1830 | 1890    | 1954 | 1959 | 1964 | 1969 | 1973 | 2001 | 2014 | 2018 | 2021 | 2023 |
| ---- | ------- | ---- | ---- | ---- | ---- | ---- | ---- | ---- | ---- | ---- | ---- |
| 113  | ca. 150 | 134  | 114  | 80   | 75   | 58   | 44   | 72   | 65   | 65   | 70   |